# Diecezja Bata
Diecezja Bata (łac.: Dioecesis Bataensis) – rzymskokatolicka diecezja w Gwinei Równikowej, podlegająca pod Metropolię Malabo.
Siedziba biskupa znajduje się przy katedrze św. Jakuba Apostoła i Matki Bożej z Pilar w Bata.

## Historia
Diecezja Bata powstała 3 maja 1966 jako diecezja bezpośrednio podlegająca Stolicy Apostolskiej. W 1982 odłączono od niej część terytorium i przyłączono ją do metropolii Malabo. W 2017 uzyskała obecny kształt terytorialny.

## Biskupi
- Rafael María Nze Abuy CMF (1965 - 1974)
  - Ildefonso Obama Obono (1971 - 1975) administrator apostolski
  - Vicente Bernikon (1975 - 1976) administrator apostolski
- Rafael María Nze Abuy CMF (1980 - 1982)
- Anacleto Sima Ngua (1982 - 2002)
- Juan Matogo Oyana CMF (2002 - 2024)

## Podział administracyjny
W skład Diecezji Bata wchodzi 27 parafii.

## Główne świątynie
- Katedra: Katedra św. Jakuba Apostoła i Matki Bożej z Pilar w Bata
- Bazylika mniejsza: Bazylika Najdroższej Krwi Chrystusa w Bata